# Lai Tung Pai
Lai Tung Pai (in Pinyin Lai Tong Pai, anche conosciuto come Panquan 蟠拳 reso in Poon Kuen, che può essere tradotto in "Pugno sinuoso o serpeggiante"), è un'arte marziale di origine cinese, provenienti dal Sil Lum (cinese tradizionale Shaolin) nel Guangdong provincia di Cina.  L'arte fu sviluppata nel tempio di Kwangtung e successivamente spostato nel tempio Hoi Tung Temple quando il primo fu bruciato durante la dinastia Qing.  Le date non sono note, come l'unica persona vivente, Kong Hoi (cognome anteposto come nella tradizione cinese), studiò presso il tempio Hoi Tung nel XX secolo.  Il grande maestro Kong è un membro della Hong Kong Chinese Martial Art Association..
Come altri stili del sud della Cina fa risalire la propria origine all'abate Zhishan Chanshi (至善禅师, che all'interno della scuola è detto Chi Sen).
Un articolo in lingua cinese afferma che lo stile è stato tramandato dal monaco Shaolin Fahai Chanshi 法海禅师 e praticato dal maestro Jiang Hai 江海 (dovrebbe trattarsi di Kong Hoi).
Fa Hai (Fa Hoi) è inserito alla terza generazione dello stile.

## Specifiche dello stile
Lai Tung Pai è uno stile di arte marziale Sil Lum (Shaolin).